# Березнегувато-Снігурівська операція

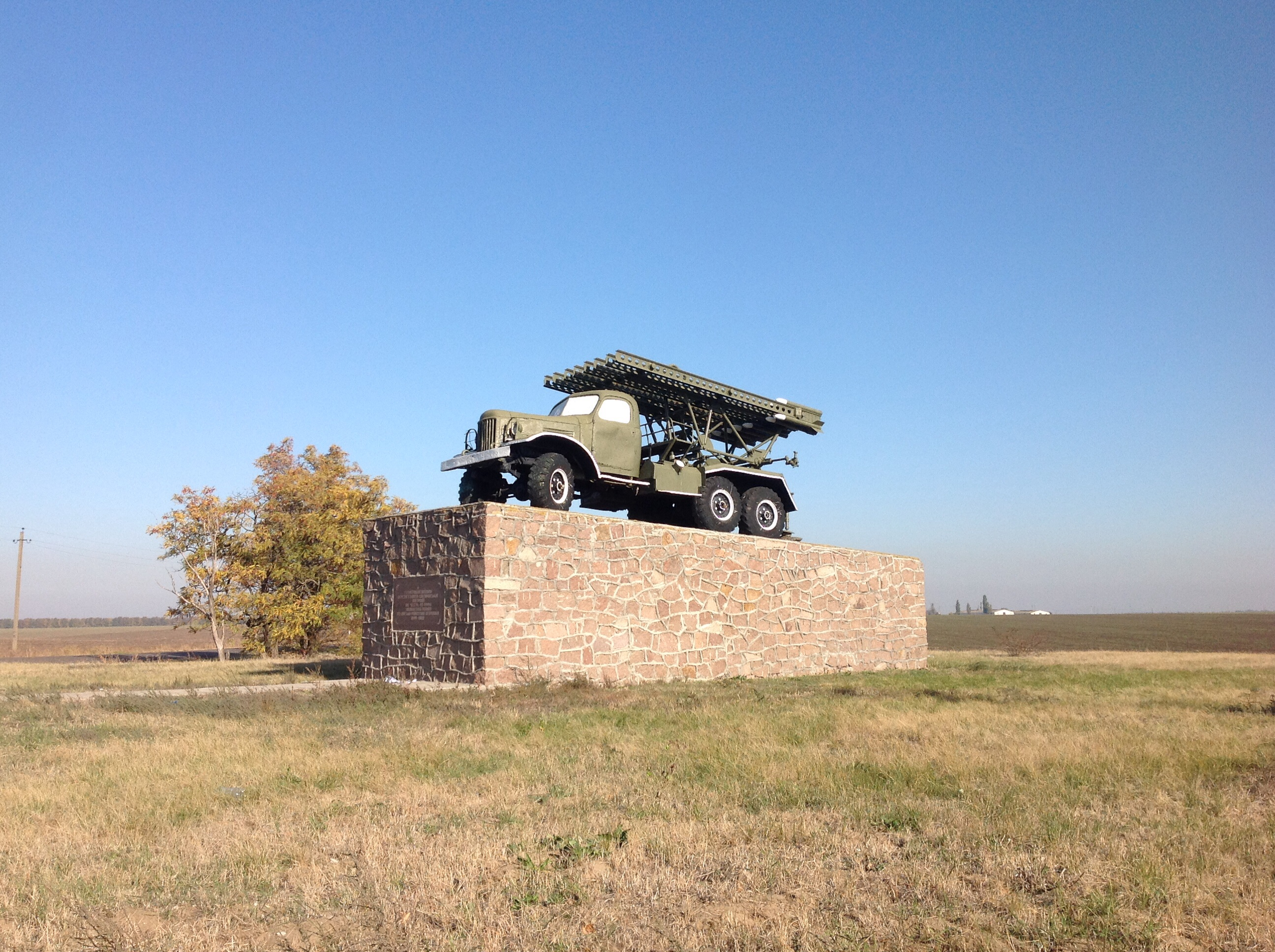
Пам'ятний знак у селі Березнегувате (Миколаївська область) на честь завершення Березнегувато-Снігурівської операції

Березнегувато-Снігурівська операція (6—18 березня 1944) — наступальна операція військ 3-го Українського фронту, проведена 6—18 березня 1944 року на півдні Правобережної України під командуванням генерала армії Родіона Малиновського.
Операція полягала в наступі на Миколаївсько-Одеському напрямку з метою розгрому противника між річками Інгулець та Південний Буг. Після запеклих боїв радянським військам удалося розділити фронт оборони німецьких військ, водночас зайнявши позиції південніше міста Снігурівка, щоб запобігти відступові головних сил ворога. Опинившись у районі Березнегувате — Снігурівка під загрозою оточення, противник залишив значну частину бойової техніки та прорвався за Південний Буг у напрямку Миколаєва.